# 小松明美
小松 明美（こまつ あきよし、1937年11月2日 - 2016年8月22日）は、元山梨放送アナウンサー、山梨県を拠点とするフリーアナウンサー。漢字だけみると女性と思われがちであるが、ふりがなを見ての通り男性である。愛称は小松っちゃん。
1961年に山梨放送に入社。
山梨県内では名の知れたアナウンサーであり、かつては高校サッカー選手権、高校野球県大会の実況を行なっていた（これを基にした自伝の本を出版している）。
その他コミュニティ放送局であるエフエム甲府の「ヴァンフォーレ甲府入れ込み実況中継」で実況を行なっていた。
2016年8月に死去したことがエフエム甲府常務取締役によって公表されている。

## 出演番組
- Super Morning 山梨の朝（初代司会者として木・金担当）
- こまっちゃんの金曜日〜元気はつらつフライデー〜（エフエム甲府）
- ヴァンフォーレ甲府入れ込み実況中継（エフエム甲府）
- 全国高等学校野球選手権山梨大会（2014年、日本ネットワークサービス。野球実況は20年振り）

## 著書
- 「アナウンサーの眼〜山梨県高校野球熱戦譜〜」（山梨日日新聞）ISBN 9784897104904
- 「高校野球とホームラン〜山梨の球児たち〜」（山梨ふるさと文庫）